# Красна Єлань
Кра́сна Єла́нь (рос. Красная Елань) — присілок у складі Вікуловського району Тюменської області, Росія.
Стара назва — Біла Єлань.
Населення — 27 осіб (2010, 37 у 2002).
Національний склад станом на 2002 рік:
- росіяни — 97 %